# Ostafi Bohdanowicz Wołłowicz
Ostafi  (Eustachy) Bohdanowicz Wołłowicz  herbu Bogoria (zm. 20 listopada 1587 roku – marszałek hospodarski i podskarbi ziemski litewski, podkanclerzy litewski i marszałek nadworny (1561–1569), zaufany Zygmunta Augusta, szczególnie w zatargach z carem Iwanem Groźnym o Inflanty, członek komisji przygotowującej redakcję II Statutu Litewskiego, kasztelan trocki (1569), przeciwnik unii lubelskiej, którą jednak podpisał, był wyznawcą kalwinizmu.

## Życiorys
Podpisał dyplom elekcji Henryka III Walezego. Podpisał konfederację warszawską 1573 roku.
W czasie elekcji 1575 roku był zwolennikiem arcyksięcia Ernesta. głosował na cesarza Maksymiliana II Habsburga. Potem pogodził się z Batorym i wziął udział w wyprawie połockiej. Od 1579 r. kanclerz Wielkiego Księstwa Litewskiego (1579–1587), kasztelan wileński. Podczas trzeciej elekcji (1587) protestował  przeciw dokonaniu wyboru Zygmunta Wazy bez udziału Litwy, wkrótce jednak przechylił się na jego stronę. Jako starosta wohyński ufundował dwór królewski w Wohyniu.
W latach 50. XVI w., zapewne pod wpływem bliskiej współpracy z Mikołajem Radziwiłłem Czarnym a później Mikołajem Radziwiłłem Rudym zainteresował się sprawami religijnymi. Porzucił prawosławie dla protestantyzmu, zwolennik kalwinizmu, później braci polskich. W roku 1562 wyłożył środki na wydanie dwóch dzieł Szymona Budnego w języku ruskim: O opravdanii grešnago čeloveka pered Bogom oraz Katichisis to est nauka starodavnaja christianskaja.
Na sejmie bielskim 1564 roku był świadkiem wydania przywileju bielskiego przez króla Zygmunta II Augusta.
Żoną Ostafiego była Teodora Sapieżanka córka wojewody nowogródzkiego Pawła Sapiehy ich jedyne dziecko córka Raina (Regina) poślubiła 14 maja 1570 Seweryna Bonera kasztelana krakowskiego. i starostę rabsztyńskiego.